# Маданият (Жоошский айылный аймак)
Маданият (кирг. Маданият) — село в Кара-Сууском районе Ошской области Кыргызстана. Входит в состав Жоошского айылного аймака.

## География
Село расположено в северо-западной части области, на расстоянии приблизительно 10 километров (по прямой) к югу от города Кара-Суу, административного центра района.

## Население
Согласно оценочным данным Национального статистического комитета Кыргызской Республики, численность населения села на начало 2023 года составляла 3242 человека.
| год     | 2009 | 2014 | 2015 | 2020 | 2021 | 2023 |
| ------- | ---- | ---- | ---- | ---- | ---- | ---- |
| человек | 2487 | 2607 | 2756 | 3026 | 3079 | 3242 |